# Tchula
Tchula è un comune (town) degli Stati Uniti d'America della contea di Holmes nello Stato del Mississippi. La popolazione era di 2 096 abitanti al censimento del 2010. Un articolo del 2015 del The Guardian la descriveva come la comunità più povera negli Stati Uniti.

## Geografia fisica
Secondo lo United States Census Bureau, ha un'area totale di 1,4 mi² (3,63 km²).

## Storia
Negli anni 1960, la maggior parte degli abitanti erano agricoltori; le proprietà che lavoravano appartenevano a persone che vivevano in altre comunità dell'area. Il signor Sid Salter, giornalista del Mississippi, dichiarò che l'area di Tchula possedeva "alcuni dei migliori terreni agricoli in America" e "alcune delle piantagioni più riuscite".
Nel 1982 il sindaco fu incarcerato; era il primo sindaco nero della città. Chris McGreal del The Guardian affermò che le accuse penali erano state "scoperte".
Negli anni 2000 la comunità ha eletto Yvonne Brown come sindaco. Era repubblicana, e la comunità sperava che questo avrebbe convinto George W. Bush, il presidente degli Stati Uniti, a fornire finanziamenti aggiuntivi. Era la prima donna nera repubblicana ad essere eletta come sindaco nel paese.
Nel 2015 molti dei posti di lavoro nell'area erano scomparsi, in parte a causa dell'aumento dell'utilizzo delle macchine agricole. Molte aziende in città erano già scomparse.

## Società

### Evoluzione demografica
Secondo il censimento del 2010, la popolazione era di 2 096 abitanti.

### Etnie e minoranze straniere
Secondo il censimento del 2010, la composizione etnica della città era formata dall'1,57% di bianchi, il 97,19% di afroamericani, lo 0% di nativi americani, lo 0,19% di asiatici, lo 0,14% di altre razze, e lo 0,91% di due o più etnie. Ispanici o latinos di qualunque razza erano l'1,15% della popolazione.